# Centenário (Tocantins)
Centenário es un municipio brasileño del estado del Tocantins. Se localiza a una latitud 08º57'02" sur y a una longitud 47º20'09" oeste, estando a la altitud del mar. Su población estimada en 2004 era de 2.264 habitantes.
Posee un área de 1895,5 km².